# José Carreño
José Carreño Coronado (n. Guayaquil, 17 de junio de 1947) es un pintor ecuatoriano.

## Trayectoria
Su primera exposición colectiva importante tuvo lugar en 1965 cuando asistió a la Pintura Salón Latinoamericano de Braniff, Texas, Estados Unidos. Durante este tiempo, su trabajo giró en torno al expresionismo basado suburbano. Tal vez esta exposición abrió el camino para la proyección internacional de la obra de Carreño. Poco después del evento su nombre se hizo muy conocida en muchos países.
En 1976, Carreño viajó a París, Francia, donde se estableció definitivamente por la Ciudad de la Luz y se unió a la Escuela Nacional Superior de Bellas Artes de París, con lo cual la realización de cursos obtuvo su Diploma Nacional Superior de las Bellas Artes. Luego vinieron varias exposiciones y espectáculos en las salas y galerías más importantes en muchas ciudades europeas, especialmente París, donde su trabajo se ha ganado los aplausos y elogios de la crítica. En 1978, Carreño obtuvo el Premio beca del Gobierno francés, en la galería de exposiciones, sur del aeropuerto de Orly, en París. Carreño también recibió una Mención de Honor en 1981 en el Grand Palais, de París. En los años 90 su obra fue aplaudida de nuevo por la UNESCO, Galería Nesle y la Galería Milletz de París, en Hollander y Madeleine Gallery, en el Teatro Centro Cívico Eloy Alfaro, de Guayaquil y la Posada de las Artes Kingman, de Quito.

## Premios
- 1968 - Segundo Premio en el Salón Nacional Fundación de Guayaquil.[1]
- 1969 - Segundo Premio Nacional del Salón Luis Martínez de Ambato.[1]
- 1971 - Primer Premio Nacional Salón de Julio de Guayaquil.
- 1971 - Primer Premio "Poema Mural" en la Universidad de Guayaquil.[1]
- 1973 - Primer Premio Nacional Salón de Julio de Guayaquil.
- 1974 - Primer Premio Salón Nacional de París "Jóvenes Pintores", de Quito.[1]
- 1975 - Primer Premio Nacional Salón de Julio de Guayaquil.